# Open Your Heart (chanson de Madonna)
Pour les articles homonymes, voir Open Your Heart.
Singles de Madonna
True Blue
(1986) La Isla Bonita
(1987)
Pistes de True Blue
Papa Don't Preach
(1) White Heat
(3)
Open Your Heart est une chanson de l'artiste américaine Madonna. Elle sort en tant que quatrième single de son troisième album studio True Blue le 12 novembre 1986 sous le label Sire Records. Elle apparaît dans une version remixée sur les compilations The Immaculate Collection (1990) et Celebration (2009). Écrite initialement comme une chanson rock 'n' roll, Madonna la transforme dans le genre dance-pop. Lyricalement, c'est une chanson d'amour révélant les sentiments innocents d'un garçon rencontrant une fille romantique et Madonna exprime son désir sexuel.
La chanson est très bien reçue des critiques et parvient à un succès commercial mondial en étant à la tête du classement aux États-Unis, devenant le cinquième single de Madonna numéro un dans le Billboard Hot 100. Le clip vidéo, cependant, visualise un concept différent de la chanson. Madonna interprète une danseuse exotique dans un club de strip-tease, qui vient en aide à un petit garçon et s'échappe avec lui. Les critiques l'acclament pour une représentation d'une perspective complètement à l'opposé du « regard et de l'objet masculin voyeuriste », et dépeint l'innocence plutôt que les sous-entendus sexuels, bien que l'entrée d'un enfant dans un club de strip-tease soit critiqué négativement. Le clip est un hommage aux actrices Liza Minnelli et Marlène Dietrich.
Madonna interprète la chanson dans quatre de ses tournées, le Who's That Girl Tour en 1987, le Blond Ambition Tour en 1990, The MDNA Tour en 2012 et enfin The Celebration Tour qui débute en 2023. Open Your Heart est reprise par de nombreuses fois par différents artistes et apparaît dans le film de Britney Spears intitulé Crossroads.

## Genèse et écriture
Open Your Heart est initialement une chanson rock'n'roll intitulée Follow Your Heart et est écrite pour la chanteuse Cyndi Lauper par Gardner Cole et Peter Rafelson, bien qu'il n'aient jamais composé pour elle. The Temptations sont aussi visés par la chanson. Leur manager Benny Medina décide qu'ils voulaient enregistrer la chanson, mais change d'avis après avoir entendu que Madonna l'avait déjà enregistrée. Selon Cole, le titre original vient d'un restaurant diététique local appelé Follow Your Heart à Canoga Park où il est amoureux d'une serveuse nommée Lisa et lui donne l'inspiration pour écrire les paroles. Dans le livre de Fred Bronson The Billboard Book of Number 1 Hits, Cole explique :

« Peter et moi écrivons généralement vite. C'est habituellement un jour ou deux pour une chanson, mais pour plusieurs raisons, cela ne nous frappait pas comme un hit. Nous n'avons pas renoncé à elle. Nous avons juste continué à travailler dessus pendant plus d'une année. Dieu merci, nous avons réussi. [...] C'était la première chanson qui a été proposée sur l'album True Blue. Cela m'a rendu inquiet en tant qu'auteur, parce que beaucoup de fois, la première chanson qui est proposée ne s'ajoute pas à long terme. Mais la chanson a fini par être mise sur l'album, ce qui m'a ouvert beaucoup de portes. »

Le manager de Cole, Bennett Freed, travaille au management de Madonna et cherche du nouveau matériel pour son album. Trois des chansons de Cole sont choisies pour le projet y compris Open Your Heart. Le manager de Madonna, Fred DeMann écoute la chanson et pense qu'elle pourrait être un tube, alors il demande à Cole de faire une autre démo. Sa choriste, Donna De Lory, est la petite amie de Cole et il lui demande immédiatement de chanter la démo. Malgré le fait qu'elle ne s'adapte pas exactement avec la voix et genre de chansons que Madonna chante à ce moment, elle l'accepte néanmoins. Elle enregistre Open Your Heart, modifie les paroles, avec Patrick Leonard, ajoute une bassline en fond de la chanson qui l'a transforme en piste rock-dance plutôt que du genre rock'n'roll. La chanson est la première enregistrée sur l'album True Blue fin 1985 et est finalement une des dernières chansons sorties en single.

## Composition

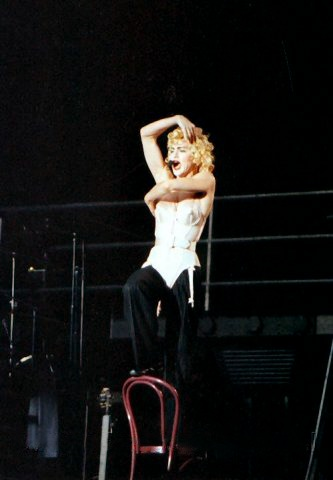
Madonna interprétant Open Your Heart lors du Blond Ambition Tour.

La chanson a une structure de percussions continue et un refrain qui sonne comme Belinda Carlisle, selon l'auteur Rikky Rooksby dans son livre The Complete Guide to the Music of Madonna. Lyricalement, Open Your Heart est une simple chanson d'amour. La chanson parle des sérieuses notions innocentes du garçon quand il rencontre les sentiments de la fille. Selon le professeur Mavis Tsai, la phrase Open Your Heart est une métaphore de l'acte de la vulnérabilité qui correspond au comportement impliqué dans le développement d'une relation intime ou fermée. Les lignes suivantes, « Open Your Heart, I'll make you love me; It's not that hard, if you just turn the key », illustrent réalistement cette métaphore. Le concept de la chanson place Madonna comme victime de l'amour. Les paroles mettent Madonna dans une position plus directe exprimant son désir sexuel pour son homme selon l'auteur Santiago Fouz-Hernández dans la ligne « If you gave me half a chance you'd see; My desire burning inside of me ». Open Your Heart est composée dans une signature rythmique commune et a un tempo modéré de 112 pulsations par minute. Elle est composée dans la tonalité de Fa majeur et la gamme vocale de Madonna se situe entre les notes La3 et Si. La chanson suit la progression d'accords Fa, Mi9, Mi/Sol, Solm7 et Fa.

## Accueil critique

### Critiques de la presse
Nicholas B. Dirks, un des auteurs de Culture/power/history, critique la chanson disant qu'elle est plus rythmée que son précédent single Live to Tell et « le jeu de fermeture dans Open Your Heart crée l'image de jouissance à durée indeterminée - une énergie érotique qui s'échappe continuellement de l'endiguement ». L'auteur Taraborrelli la qualifie d'une de ses chansons les plus « sérieuses » et la compare avec Respect d'Aretha Franklin et A House Is Not a Home de Barbra Streisand. Selon lui, « c'est une mélodie que les gens peuvent comprendre et se procurer, ce qui fait d'elle une chanson mémorable ». Stephen Holden de The New York Times compare la chanson avec les douces productions valentines post-Motown. Joey Guerra de Houston Chronicle estime que la chanson est « parfaite » pour se pavaner sur la piste de danse. Stephen Thomas Erlewine de AllMusic dit qu'il s'agit d'une chanson de danse parfaite approfondie en groove dance. Sal Cinquemani de Slant Magazine la nomme comme l'une des chansons de Madonna les plus « robustes ». Robert Christgau dit de la chanson : « Je ne dis pas que son talent est sans plaisir - la générosité qu'elle exige dans l'inépuisable Open Your Heart est une rue à double-sens sur et certain ».

### Performances dans les hits-parades
Open Your Heart débute à la 51e place du Billboard Hot 100 dans la semaine du 6 décembre 1986. Elle a une montée progressive et devient par la suite numéro un le 7 février 1987 ainsi que le cinquième single de Madonna arrivé en tête de ce classement. Le single entre aussi dans d'autres classements comme le Billboard Hot Dance Club Play où elle atteint la première place le 14 février 1987. Il devient la sixième entrée de Madonna dans le Billboard Hot Adult Contemporary et atteint la douzième position. Elle termine en 30e position du classement annuel du Billboard en 1987. Au Canada, la chanson entre dans le classement RPM à la 83e place le 13 décembre 1986 et atteint la huitième position le 21 février 1987. Elle est placée à la 68e place du classement RPM de l'année 1987.
À l'échelle internationale, elle entre dans le top 10 dans plusieurs pays européens comme le Royaume-Uni, l'Italie, l'Irlande, les Pays-Bas et la Belgique. Au Royaume-Uni, la chanson démarre dans le UK Singles Chart à la huitième place le 13 décembre 1986 et atteint la semaine suivante la quatrième place. Le single est présent dans le classement pendant neuf semaines, et est certifiée disque d'argent par la British Phonographic Industry (BPI) le 1er décembre 1986. Selon l'Official Charts Company, la chanson s'est vendue à 195 000 exemplaires au Royaume-Uni. En Australie, Open Your Heart est seizième, brisant une série de neuf top 10 consécutifs pour Madonna dans ce pays. Ailleurs, comme en Suisse, Autriche, Allemagne, France et Nouvelle-Zélande elle se situe dans le top 40,,,,.

## Clip vidéo
Le clip vidéo est tourné à l'Echo Park de Los Angeles. Madonna est présentée comme une danseuse érotique qui vient en aide à un jeune garçon, joué par l'acteur Felix Howard. Cette vidéo est initialement prévue pour être tournée par son mari Sean Penn, mais c'est finalement Jean-Baptiste Mondino qui est choisi, il travaille également sur les clips de Justify My Love (1990), Human Nature (1995), Love Don't Live Here Anymore (1996), Don't Tell Me (2000) et Hollywood (2003). La vidéo est filmée en juillet 1986 et sort en décembre de la même année. Elle est produite par David Naylor. Elle est nommée trois fois aux MTV Video Music Awards en 1987. Dans la catégorie meilleure vidéo féminine, Open Your Heart perd face à un autre de ses clips et c'est Papa Don't Preach qui gagne le prix.
Le vidéoclip d'Open Your Heart présente une première version de la méditation de Madonna sur son origine italienne-américaine et la concentration de sa théologie féminocentrique, qui est explicitement révélée par le Who's That Girl Tour. La vidéo est structurée comme un peep show et un voyeurisme cinématiques qui représente Madonna comme une strip-teaseuse. Cela commence avec un jeune garçon essayant d'entrer dans un peep show où Madonna est l'interprète star mais est rebuté par le guichettier. À l'intérieur, elle commence à chanter au centre d'un manège qui centre son exposition aux clients assis dans leurs cabines. Madonna est vêtue d'un bustier noir, talons aiguilles, de gants et d'une perruque noire (qu'elle enlève par la suite) pour révéler son corps amaigri à cette époque. L'éclairage vire sur le bleu et le noir. Son allure est un mélange des actrices Marlene Dietrich dans le film L'Ange Bleu et Liza Minnelli dans la comédie musicale Cabaret où elle joue le personnage de Sally Bowles. La chorégraphie est restreinte par un unique support : celle d'une chaise solitaire. À un moment de la première partie de la vidéo, elle est filmée en train de danser mais la caméra est presque immobile et les mouvements de danse sont confinés dans un petit champ de vision de l'appareil. Comme les caches des vitrines des cabines s'ouvrent et se referment, la caméra coupe chaque plan de Madonna avec ses angles et durées. La même imagerie est faite par le petit garçon à l'extérieur qui essaie d'encadrer l'image de Madonna sous différents angles. Il y a quatre autres hommes dans les cabines qui sont faits sur des planches en bois et peints par l'artiste Tamara de Lempicka. À un moment, Madonna retire ses gants comme Rita Hayworth dans Gilda et pointe en direction d'une de ces peintures qui s'effondre et elle souffle sur son doigt.
La vidéo est similaire au contenu thématique du clip de Mötley Crüe pour le single Girls, Girls, Girls. Mais en revanche, cette vidéo raconte le point de vue de Madonna. Elle parcourt les cabines pour avoir un contact visuel avec les hommes mais ils sont incapables de le retourner. Elle regarde aussi assurément la caméra, faisant un contact visuel avec le spectateur. Avec ces scènes, Madonna dépeint son pouvoir d'avoir une emprise sur les hommes et la possibilité de les poursuivre. Madonna représente une femme assurée cherchant un amoureux qui puisse l'accepter comme étant un être humain. L'auteur Bruce Forbes note que les hommes enfermés dans les cabines s'avèrent indignes d'elle et il y a une nuance de moquerie quand Madonna s'adresse à eux comme des « bébés » tandis qu'elle secoue son corps. À la fin de la vidéo, les hommes tristes et isolés partent tandis que les portes se referment sur eux. Quand le dernier chorus se transforme en groove dance, Madonna sort du théâtre et donne un baiser rapide sur les lèvres du petit garçon. Tous deux portent un costume gris ample, ce qui donne un look androgyne à Madonna. Ils s'en vont vers l'aurore, faisant référence à Charlie Chaplin et Jack Coogan dans le film The Kid avec le vieux patron les poursuivant en criant « Madonna, Madonna, reviens, reviens, nous avons encore besoin de toi » en italien. La tension entre les dimensions visuelles et musicales est extrêmement troublante selon l'auteur Nicholas B. Dirks. Seulement, quand elle disparaît du carrousel et réapparaît avec le jeune garçon et qu'ils s'enfuient de son patron patriarcal, la musique et le visuel deviennent comparables.

### Réception
L'écrivain féministe Susan Bordo donne une critique négative du clip, disant que les hommes méprisables et pathétiques dans les cabines et la fuite de Madonna avec le garçon est « cyniquement et machinalement rajoutée comme une façon de revendiquer le statut tendance pour ce qui est juste un cheesecake - ou, peut-être, de la pornographie ». MTV a aussi quelques réserves avant la diffusion de la vidéo, qui est ensuite résolue après une réunion avec Warner Officials. Cependant le critique social Mary Harron, dans son livre McRock: Pop as a commodity, dit du message sous-jacent dans la vidéo que bien que Madonna vend la sexualité, elle est libre. Il n'y a pas de représentation évidente de toute chose en dehors de l'amitié avec le garçon. Leur fuite évite la connotation sexuelle de Madonna que si elle avait voulu échapper à un adulte masculin. Selon l'auteur Richard Dienst, cela semble suggérer un rejet du travail des adultes de la scène en faveur de l'enfance, l'androgynie, l'authenticité et le jeu nomade. Le clip est aussi acclamé pour le relancement et la re-création de la séduction de l'époque des stars hollywoodiennes et aussi pour la représentation des femmes comme sexe dominant. L'auteur Donn Welton indique que le pouvoir usuel des relations entre le « regard voyeuriste et l'objet » est déstabilisé par le portrait des patrons masculins du peep-show comme méprisables et pathétiques. Au même moment, le portrait de Madonna comme objet reine du porno est déconstruit par la fuite de la vidéo.

## Interprétations scéniques

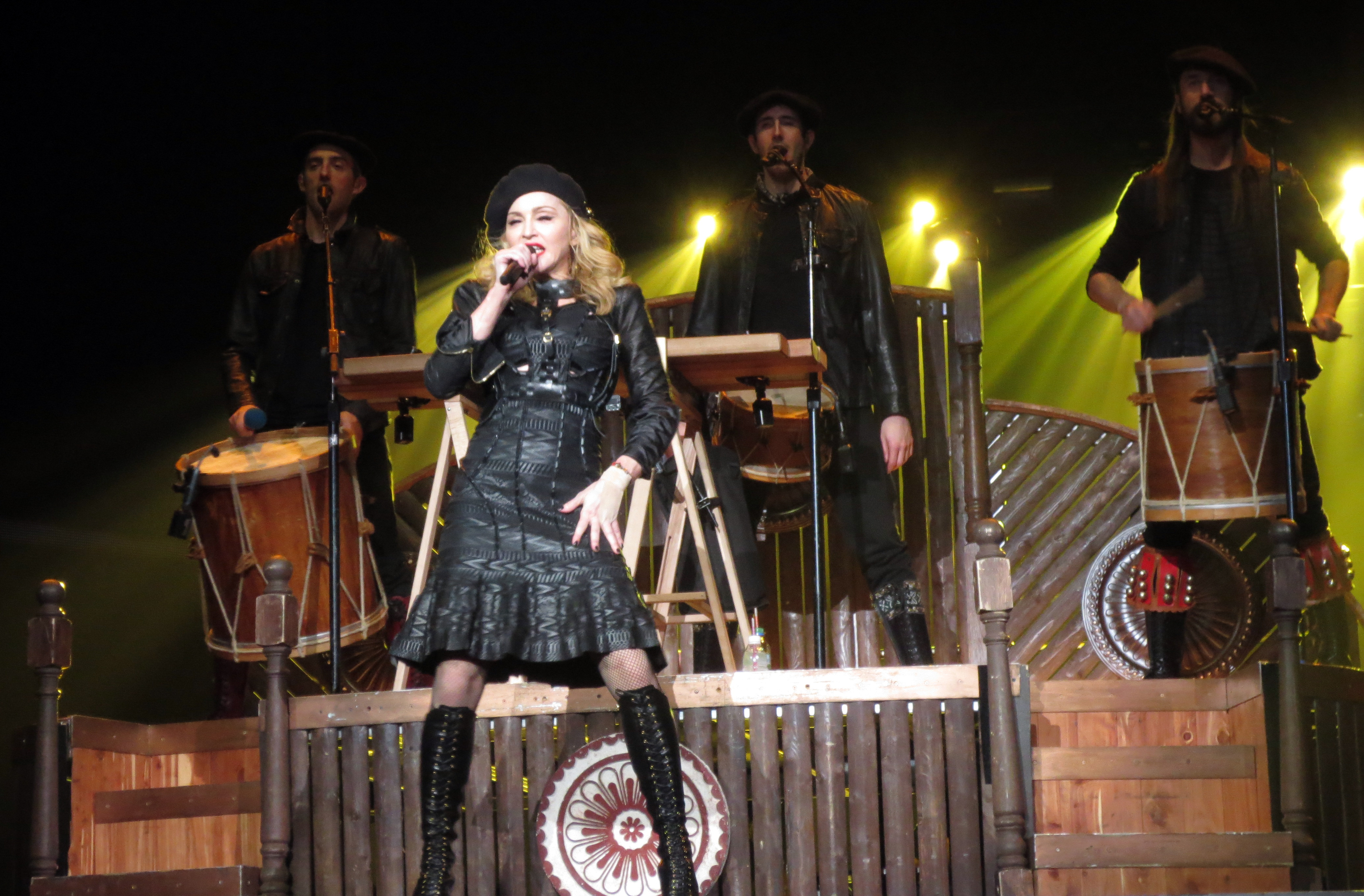
Madonna interprétant Open Your Heart avec le trio Kalakan pendant The MDNA Tour à Houston en octobre 2012.

Madonna interprète Open Your Heart en entier pendant trois de ses tournées : lors du Who's That Girl Tour en 1987, du Blond Ambition Tour en 1990 et The MDNA Tour en 2012. Elle sert de chanson d'ouverture lors du Who's That Girl Tour. Elle commence avec le jeune danseur Chris Finch, qui imite Felix Howard du clip. Howard n'a pas reçu la permission d'être dans la tournée et c'est donc Finch qui le remplace. Il continue d'être dans une partie intégrante dans la plupart des chansons interprétées. Après Finch, deux autres danseurs se présentent, avant que Madonna elle-même apparaît sur la scène. Elle porte le même bustier noir utilisé dans le clip. Elle chante d'abord toute seule, puis Finch la rejoint encore et ils dansent ensemble jusqu'à la fin de la chanson. Deux interprétations différentes de la chanson sont disponibles dans les vidéos Who's That Girl – Live in Japan, filmée à Tokyo le 22 juin 1987, et Ciao, Italia! – Live from Italy, filmée à Turin le 4 septembre 1987.
Lors du Blond Ambition Tour, Open Your Heart suit Express Yourself. Cette fois, il n'y a pas de jeune garçon mais un danseur bellâtre qui regarde à distance Madonna entrer sur scène avec ses cheveux étirés dans un chignon et une queue de cheval, remplacé par un par des cheveux courts décolorés emmêlés dans la partie européenne de la tournée. Elle porte un double costume croisé avec une veste extérieur fendue de sorte que le soutien-gorge cônique soit visible à travers. Frimant avec sa combinaison rose satine et son monocle, Madonna interprète la chanson sur une chaise. Jouant un rôle de dominatrice, elle monte sur l'un de ses danseurs avant d'exécuter une chorégraphie exhibitionniste avec la chaise comme support. Deux prestations différentes sont enregistrées sur les vidéos Blond Ambition – Japan Tour 90, filmée à Yokohama le 27 avril 1990, et Blond Ambition World Tour Live, filmée à Nice le 5 août 1990.
L'introduction sert comme brève interlude musicale de vingt-six secondes durant le Drowned World Tour en 2001. Quand Madonna finit la prestation de Frozen dans un thème inspiré des Geishas pour le concert, elle s'assoit dans une position jambes croisées devant la scène. L'introduction d'Open Your Heart commence et un danseur vêtu d'un costume japonais commence à danser derrière elle sur un podium. Quand la musique finit, Madonna chante Nobody's Perfect tiré de son album Music. En 2008, Madonna chante le premier couplet et le refrain pour la première fois depuis huit ans à Las Vegas et East Rutherford pour son Sticky & Sweet Tour. Madonna oublie les paroles à Las Vegas et refuse de chanter cette chanson à Boston et interprète Express Yourself à la place. Pendant la deuxième partie du Sticky & Sweet Tour en 2009, Madonna interprète une version entraînante de Frozen avec des extraits d'Open Your Heart, précédée par Like a Prayer et suivie de Ray of Light.
En 2012, Madonna a interprété un extrait d'Open Your Heart lors de la mi-temps du Super Bowl XLVI avec Cee Lo Green. Plus tard cette année, la chanson est incluse dans la tournée The MDNA Tour : Madonna chante une version acoustique d'Open Your Heart accompagnée par le trio basque Kalakan. Vêtue d'une robe noire en cuir et d'un béret pendant la performance, Madonna est rejointe sur scène par son fils Rocco Ritchie avant qu'elle ne danse et chante avec le public. Pour Sal Cinqueani de Slant Magazine, les performances d'Open Your Heart et Like a Prayer pendant The MDNA Tour rappellent « que pour Madonna et ses fans, la musique reste le principal ». À la fin de la chanson, elle rejoint le trio Kalakan et interprète énergiquement la chanson Sagarra Jo, qui est à l'origine une comptine à propos d'un pommier. La performance est incluse dans l'album live MDNA World Tour sorti en septembre 2013. En janvier 2014, Madonna apparait aux Grammy Awards et chante un couplet d'Open Your Heart avec Macklemore, Ryan Lewis et Mary Lambert qui interprètent leur chanson Same Love lors d'une cérémonie de mariage présidée par Queen Latifah où 33 couples sont mariés en direct.

## Reprises
En dépit d'être à l'origine écrite en anglais, une version espagnole de la chanson intitulée Abre Tu Corazón est enregistrée chanteuse vénézuélienne Melissa (née au Pérou, Melissa a déménagé au Venezuela très jeune) et sort en mars 1986 sur son album Melissa III. Étant donné que Madonna sort la chanson sur l'album True Blue trois mois après, Abre Tu Corazón peut être considérée comme la première version de la chanson, bien qu'il soit possible que la version de Madonna (où elle a reçu la permission de coécrire les paroles) est la première enregistrée. La compilation hommage Virgin Voices: A Tribute To Madonna, Vol. 2, contient une reprise de la chanteuse israélienne Ofra Haza. Une version Eurodance est enregistrée par le groupe Mad'House pour l'album Absolutely Mad. Who's That Girl réalise une version hi-NRG pour l'album Exposed, sorti sous le label Almighty Records. En 2004, pour Platinum Blonde NRG, Vol. 2: Nrgised Madonna Classics, une autre version hi-NRG est exécutée par In-Deep. La chanson apparaît dans le générique de Crossroads. Les lèvres du personnage de Britney Spears harmonisent la chanson dans sa chambre avec une brosse dans sa main, en faisant semblant que ce soit un micro. Un poster de Madonna est visible durant la scène. En 2010, la série télévisée Glee reprend la chanson dans l'épisode dans l'épisode La Puissance de Madonna comme un medley avec Borderline, interprété par Cory Monteith et Lea Michele.

## Liste des pistes
| - 45 tours aux États-Unis 1. Open Your Heart – 4:12 2. White Heat (Version LP) – 4:40 - 45 tours aux États-Unis - CD maxi, 1. Open Your Heart (Extended Version) – 10:35 2. Open Your Heart (Dub) – 6:43 3. White Heat (Version LP) – 4:40 - 45 tours au Royaume-Uni 1. Open Your Heart (Remix) – 3:59 2. Lucky Star (Edit) – 3:44 | - 45 tours au Royaume-Uni - Picture Disc Édition Limitée, 1. Open Your Heart (Extended Version) – 10:35 2. Open Your Heart (Dub) – 6:43 3. Lucky Star (Version intégrale) – 5:33 - Rain Picture Disc 1. Rain (Radio Remix) – 4:33 2. Up Down Suite (Dub) – 12:13 3. Open Your Heart (Version LP) – 4:12 |

## Crédits
- Madonna : chant, chœurs
- Jonathan Moffett : batterie
- Paulinho da Costa : percussions
- David Williams : guitare
- Patrick Leonard : claviers

Source

## Classements et successions à la première place
| Pays                              | Meilleure position |
| --------------------------------- | ------------------ |
| Allemagne                         | 17                 |
| Australie                         | 16                 |
| Autriche                          | 18                 |
| Canada                            | 8                  |
| France                            | 24                 |
| Irlande                           | 2                  |
| Italie                            | 6                  |
| Nouvelle-Zélande                  | 12                 |
| Pays-Bas                          | 7                  |
| Royaume-Uni                       | 4                  |
| Suisse                            | 11                 |
| États-Unis Billboard Hot 100      | 1                  |
| États-Unis Hot Dance Club Play    | 1                  |
| États-Unis Hot Adult Contemporary | 12                 |

| Pays (1987)                          | Meilleure position |
| ------------------------------------ | ------------------ |
| Canada                               | 68                 |
| Italie                               | 62                 |
| États-Unis                           | 30                 |
| États-Unis Hot Dance Music/Club Play | 24                 |

## Compléments